# Andrej Hrynkiewicz
Andrej Michajławicz Hrynkiewicz (biał. Андрэй Міхайлавіч Грынкевіч, ros. Андрей Михайлович Гринкевич, Andriej Michajłowicz Grinkiewicz; ur. 4 czerwca 1960 w Berlinie) – białoruski dyplomata, w latach 2004–2012 ambasador Białorusi w Szwecji i jednocześnie w Danii i Norwegii; od 2016 roku – ambasador Białorusi w Rumunii.

## Życiorys
Urodził się 4 czerwca 1960 roku w Berlinie w Niemieckiej Republice Demokratycznej. W 1982 roku ukończył Miński Instytut Radiotechniczny, w 1996 roku – Białoruski Państwowy Uniwersytet Ekonomiczny. Jest autorem czterech wynalazków i ponad 10 wydanych drukiem prac naukowych. Posługuje się językami białoruskim, rosyjskim i angielskim.
W latach 1982–1990 pracował na różnych stanowiskach w Mińskim Instytucie Radiotechnicznym. Od 1990 do 1994 roku pełnił różne funkcje w Białoruskim Zjednoczeniu Optyczno-Mechanicznym. W latach 1994–1995 był zastępcą kierownika Zakładu Zagranicznych Stosunków Gospodarczych Naukowo-Badawczego Instytutu Ekonomii Ministerstwa Gospodarki Republiki Białorusi. Od 1995 do 1997 roku pełnił funkcje trzeciego, a następnie drugiego sekretarza Departamentu Zagranicznych Stosunków Gospodarczych Ministerstwa Spraw Zagranicznych Białorusi. W latach 1997–1999 pracował jako naczelnik Wydziału UE i Rady Europy Departamentu Współpracy Regionalnej MSZ Białorusi. W latach 1999–2001 był naczelnikiem Wydziału Współpracy Ogólnoeuropejskiej MSZ Białorusi. Od 2002 do października 2004 roku pełnił funkcję ambasadora do zadań specjalnych MSZ Białorusi. Od października 2004 do sierpnia 2012 był ambasadorem Białorusi w Szwecji i jednocześnie w Danii i Norwegii. W latach 2012–2016 pracował jako naczelnik Wydziału Azji, Australii i Oceanii MSZ Białorusi. Od listopada 2016 roku jest ambasadorem Białorusi w Rumunii.

## Życie prywatne
Andrej Hrynkiewicz jest żonaty, ma dwie córki.